# غفسای
غفسای (به فرانسوی: Ghafsai) یک منطقهٔ مسکونی در مراکش است که در استان تاونات واقع شده‌است. غفسای ۶٬۳۶۱ نفر جمعیت دارد.